# Parc provincial Beaudry
Le parc provincial Beaudry (anglais : Beaudry Provincial Park) est un parc provincial du Manitoba au Canada situé dans les municipalités rurales de Cartier (en) et de Saint-François-Xavier à l'ouest de Winnipeg. Il protège un écosystème de la prairie d'herbes hautes située sur les rives de la rivière Assiniboine.